# Киццуватна

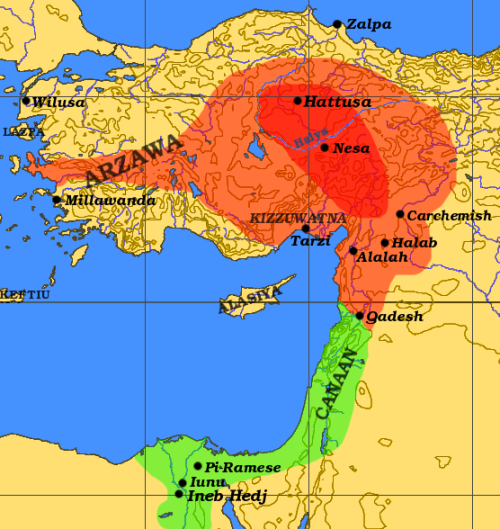
Киццуватна на карте Хеттской империи

Киццуватна, или Киццувадна (антич. греч. Kαταoνία Катаония), — лувийско-хурритское государство, существовавшее в XVI — XIV веках до н. э. Царство находилось на территории юго-восточной части Малой Азии в области Киликия.
История Киццуватны известна в связи с историей Хеттского царства. Полагается, что в середине XIV века до н. э. Киццуватна была захвачена хеттами, но династия правителей продолжилась в качестве наместников. После распада Хеттского царства образовалось независимое государство Хилакку с той же династией.

## Правители Киццуватны
- Спудахсу («Испутахсу, великий царь, сын Парияватри»[1]) (кон. XVI в. до н. э.), современник хеттского царя Телепину
- Паддатиссу (нач. XV в. до н. э.), современник хеттского царя Аллувамны
- Эхея (первая пол. XV в. до н. э.), современник хеттского царя Тахурваили
- Пиллия (сер. XV в. до н. э.), современник хеттского царя Циданты II и митаннийского царя Парраттарны
- Сунассура I (Шунашшура I), современник хеттского царя Тудхалии II/I
- Талцуш (Талзу, Талцус), сын (ок. 1425)
- Сунассура II (Шунашшура II), современник хеттского царя Суппилулиумы I

завоевание хеттского царя Арнувандой I (ок. 1380 до н. э.)
- Кантуциллис («санга» — наместник)
- Телепину (ок. 1340)